# Бретт Гаймен
Бретт Гаймен (англ. Brett Hayman, 3 травня 1972) — австралійський академічний веслувальник.
Срібний призер Олімпійських Ігор 2000 року в складі вісімки, учасник 1996 року.
Чемпіон світу 1997 (вісімки легкої ваги), 1998 (розпашні четвірки зі стерновим), 1998 (розпашні двійки зі стерновим) років.
Чемпіон Співдружності 1994 року в складі розпашної четвірки зі стерновим.